# Phật-đà-bạt-đà-la
Phật-đà-bạt-đà-la (tiếng Trung: 佛陀跋陀羅, sa. Buddhabhadra; 359-429), hay Giác Hiền (觉贤), là một Thiền sư Ấn Độ và là luật sư Luật tạng. Ông được biết đến nhiều nhất nhờ nỗ lực dịch thuật nhiều kinh văn Phật giáo từ tiếng Phạn sang chữ Hán và chịu trách nhiệm về bản dịch Hán ngữ đầu tiên của Kinh Hoa Nghiêm (Avataṃsaka Sūtra) vào thế kỷ thứ 5. Ở Trung Quốc, ông thường được gọi là Thiên Trúc Thiền sư (天竺禪師).

## Tổng quan
Buddhabhadra thuộc dòng dõi hậu duệ của thị tộc Śākya, sinh ra ở Nagarahara (nay thuộc Jalal-Ābād), một trung tâm nổi tiếng của phái Nhất thiết hữu bộ (Sarvastivada) vào thời điểm đó. Thời trẻ, Sư theo học thiền sư người Kashmiri Buddhasena, một Sarvastivadin và thiên Đại thừa. Buddhabhadra nhanh chóng thành thạo về giới luật (Vinaya) và thiền định. Sư được một tăng nhân Hậu Tần là Trí Nghiêm (智嚴; 350-427) mời sang Trung Quốc. Khi đến kinh đô Trường An vào năm 406–408, Buddhabhadra kết bạn với Kumārajīva và tham gia vào một cuộc tranh luận công khai với ông do Hoàng tử Hóng đề xướng, được ghi lại trong các nguồn sử liệu Trung Quốc. Buddhabhadra nhanh chóng trở nên nổi tiếng với tư cách là một thiền sư. Nhóm của Kumārajīva và nhóm của Buddhabhadra cuối cùng đã phát triển sự cạnh tranh dẫn đến việc Buddhabhadra bị trục xuất khỏi Trường An (khoảng năm 410).
Thời gian ở Lư Sơn, Buddhabhadra đã dịch một số sách hướng dẫn thiền theo yêu cầu của Đại sư Huệ Viễn, gồm Đạt-ma-đa-la thiền kinh (Dharmatrātadhyāna, 達磨多羅禪經, T618) và Quán Phật tam-muội hải kinh (Buddhânusmṛtisamādhisāgara, 觀佛三昧海經 T 643).
Sau khi rời Lư Sơn, Buddhabhadra và các đệ tử chuyển đến chùa Đạo Trường (道場寺), nơi Buddhabhadra tiếp tục dạy về Thiền. Không lâu sau, Pháp Hiển cũng đến. Chính tại đây, Buddhabhadra và nhóm của ông (bao gồm các đệ tử Trung Quốc như Bǎoyún, Huìguān, Zhìyán) cùng với Pháp Hiển, đã dịch hầu hết kinh điển được cho là của Buddhabhadra.
Buddhabhadra và nhóm của ông đã dịch quyển Đại phương quảng Phật Hoa nghiêm kinh (Avataṃsaka-sūtra, T 278) gồm 60 tập . Ngoài ra, nhóm của Buddhabhadra cũng đã biên soạn các bản dịch Ma-ha-tăng-kỳ luật (Mahāsāṃghika-vinaya; T 1425), Niết-bàn kinh (Mahāparinirvāṇa-sūtra; T 376, dịch cùng với Pháp Hiển), Như Lai tạng kinh (Tathāgatagarbha sūtra; T 666) và Phật thuyết Vô lượng thọ kinh (Sukhāvatīvyūha sūtra; T 360).
Buddhabhadra viện tịch vào năm Nguyên Gia thứ 6 nhà Lưu Tống (429), thọ 71 tuổi.

## Ảnh hưởng
Tác phẩm của Buddhabhadra có ảnh hưởng lớn đến Phật giáo Hán truyền sau này. Sách hướng dẫn thiền của ông và các đệ tử (Trí Yến, Huệ Quan, Bảo Vân, Huyền Cao và Đàm Dao) đã ảnh hưởng đến việc thực hành thiền định của Phật giáo Trung Quốc, và sự phổ biến của việc xây dựng các hang động thiền định như Hang đá Vân Cương, Hang đá Mạch Tích Sơn và Hang động chùa Bình Linh. Bản dịch kinh Hoa nghiêm của ông cũng ảnh hưởng đến sự phát triển của truyền thống chú giải Hoa nghiêm ban đầu mà theo thời gian sẽ phát triển thành Phật giáo Hoa Nghiêm, trong khi bản dịch kinh Vô lượng thọ của ông cũng ảnh hưởng đến sự phát triển của Phật giáo Tịnh độ.
Học trò của Buddhabhadra là Huyền Cao (玄高, c. ?-444) là một thiền sư quan trọng ở Bắc Lương, người tập trung vào thực hành quán tưởng Đức Phật và thực hành "Thiền Hoa Nghiêm". Truyền thống Huyền Cao này (tập trung quanh khu vực động Bình Linh) đã được các học giả như Imre Hamar coi là tiền đề cho trường phái Hoa Nghiêm đúng nghĩa. Hơn nữa, Hamar đưa ra giả thuyết rằng Huyền Cao cùng với đạo sư Daorong đã hợp tác để biên soạn các kinh ngụy tác Phạm võng kinh (梵網經; T1484) và Bồ-tát anh lạc bản nghiệp kinh (菩薩瓔珞本業經; T1485) đứng đầu thời kỳ này. sự phát triển của truyền thống Hoa Nghiêm.
Các văn bản thiền định của Buddhabhadra cũng ảnh hưởng đến Phật giáo Thiền, và một số phương pháp của chúng đã bị chỉ trích bởi các nguồn sau này như Hà Trạch Thần Hội và các tác giả của Lịch đại pháp bảo ký (歷代法寶記).